# Робю, Турстейн
Ту́рстейн Пе́ттерсен Робю́ (норв. Torstein Pettersen Raaby, также Torstein Pedersen Råby; 6 октября 1918, Дверберг, Нурланн, Норвегия — 23 марта 1964, Гренландия) — норвежский радист, участник Сопротивления, путешественник, член экспедиции на плоту «Кон-Тики».

## Биография

### Вторая мировая война
Во время Второй мировой войны Турстейн Робю стал офицером британской Секретной разведывательной службы, пройдя в 1943 году специальную подготовку. В течение 10 месяцев, скрываясь в посёлке Альта, он передавал подробные сводки о немецких военных кораблях и радиолокационных установках с помощью спрятанного радиопередатчика, тайно подключённого к антенне немецкого офицера. Благодаря его передачам  Королевские ВВС имели возможность обнаруживать и нейтрализовывать линкор «Тирпиц». За эти и другие секретные операции, выполненные во время войны, Турстейн Робю был награждён в 1944 году высшей военной наградой Норвегии — Военным крестом с мечом. Робю имел чин лейтенанта (фенрика).

### После войны
В 1947 году он принял участие в экспедиции Тура Хейердала на плоту «Кон-Тики» из Перу в Полинезию в качестве радиста. С помощью маленького 6-ваттного радиопередатчика (позывные LI2B) он обменивался регулярными сообщениями с радиолюбителями из Чили, США и даже Норвегии.
После экспедиции Робю вернулся в северную Норвегию, пока не отправился, опять в качестве радиста, на Медвежий, расположенный далеко за Северным полярным кругом. В 1959—1961 годах он был начальником радиостанции на арктическом острове Ян-Майен.

### Смерть
Робю умер в Гренландии от инфаркта миокарда, участвуя в лыжной экспедиции на Северный полюс. Похоронен на родине, в посёлке Дверберг на острове Андёйя.